# Turbine (musique)
Pour les articles homonymes, voir Turbine (homonymie).
La Turbine est un sous-genre minimal de la techno. Ce courant a connu un destin éphémère au début des années 2000 avec par exemple DJ Mehdi, Mr. Oizo, Justice et des labels comme Ed Banger, Kitsuné ou Institubes,.